# Gulou, Tianjin
Gulou (kinesiska: 鼓楼, 鼓楼街道) är ett stadsdelsdistrikt i Kina. Det ligger i storstadsområdet Tianjin, i den norra delen av landet, nära eller i stadens centrum. Antalet invånare är 28 788. Befolkningen består av 11 769 kvinnor och 17 019 män. Barn under 15 år utgör 12,0 %, vuxna 15-64 år 82 %, och äldre över 65 år 4,0 %.